# Carolyn E. Reed
Pour les articles homonymes, voir Reed.
Carolyn E. Reed est une chirurgienne thoracique américaine reconnue dans le domaine de la chirurgie des cancers du poumon et de la pédagogie.

## Biographie
Carolyn Elaine Reed est née le 4 mars 1950 à Farmington dans l'État américain du Maine de Margaret E. et Clayton E. Reed. Elle a une sœur jumelle, Joyce. Les deux sœurs perdent leur père à un jeune âge. Leur mère, infirmière scolaire, encourage Carolyn à poursuivre une carrière vers la médecine. Carolyn E. Reed est également une musicienne accomplie.
Carolyn E. Reed est morte le 16 novembre 2012 d'un cancer du pancréas. 

## Carrière chirurgicale
En 1977, Carolyn E. Reed finit ses études de médecine à la Rochester School of Medicine, et rejoint le centre médical de l'université Cornell pour s'y former à la chirurgie cardiothoracique, avec une formation complémentaire en chirurgie oncologique au Memorial Sloan Kettering Cancer Center. En 1985, elle rejoint l'université de Caroline du Sud en tant que professeure assistante en chirurgie cardiothoracique. Elle est la première femme à rejoindre le département de chirurgie, et y devient professeure en 1997. Sa carrière est marquée par un grand humanisme ; ses compétences chirurgicales lui ont valu le surnom de « reine de la chirurgie du cancer du poumon. » Elle édite un ouvrage de référence sur la chirurgie thoracique, General Thoracic Surgery, actuellement dans sa 7e édition.
Carolyn E. Reed est la première femme élue à l'American Board of Thoracic Surgery, dont elle fut ensuite la première présidente en 2005 et 2006.
En 2013, de manière posthume, elle a reçu la Socrates Award de la Thoracic Surgery Residents Association, en reconnaissance de son implication dans l'enseignement de la chirurgie thoracique. Cette même année, elle fut la première femme élue présidente de la Society of Thoracic Surgeons et, toujours de manière posthume, reçut la Distinguished Service Award de cette société savante. Une bourse destinée à la mobilité universitaire des jeunes chirurgiennes thoraciques américaines porte son nom.